# Agusu
Agusu (asszír forrásokban Guszu, Guszi, ur. i. e. 870–858?) az asszírok által Jahannak nevezett terület királya, Guszu Háza (Bít Agusi) uralkodóház alapítója. I. e. 870-ben II. Assur-nászir-apli nyugati hadjáratán ismerte el az asszír uralkodó önállónak, amely aktussal megalakult a jahanita arameus királyság. III. Sulmánu-asarídu i. e. 858-as beszámolói már Agusu fiát, Aramét említik, így Agusu valamikor i. e. 858 előtt halt meg.
Sulmánu-asarídu Alimus ostromáról beszámoló i. e. 858-as évkönyve nem említi Jahant Karkemis és Unqi szövetségesei között, de i. e. 857-es kiegészített verziója felsorol egy „jahanita” Adanut az ellenségek listájában. Az i. e. 870-es „jahanita Guszi” említéssel való párhuzam miatt feltehető, hogy Agusunak két örököse, Adanu és Arame volt, akik közül Adanu csatlakozott az asszírellenes ligához, míg Arame nem, vagy Agusut Adanu követte, aki i. e. 858-ban Szapalulme szövetségeseként meghalt.